# Frente cálido

Un frente cálido se representa simbólicamente por una línea roja orlada con semicírculos que apuntan en la dirección de avance del frente.

Esquema de un frente cálido: la masa de aire caliente, verde, sube por encima de la masa de aire frío, naranja, provocando que se formen nubes, muy a menudo nimboestratos.

Se llama frente cálido a la parte frontal de una masa de aire tibio que avanza para reemplazar a una masa de aire frío que retrocede.
Generalmente, con el paso del frente cálido la temperatura y la humedad aumentan, la presión sube y, aunque el viento cambia, no es tan pronunciado como cuando pasa un frente frío. La precipitación en forma de lluvia, nieve o llovizna se encuentra generalmente al inicio de un frente superficial, así como las tormentas convectivas y las lluvias que podrían formar tornados. La neblina es común en el aire frío que antecede a este tipo de frente. A pesar de que casi siempre aclara una vez pasado el frente, algunas veces puede originarse neblina en el aire cálido.
El límite entre dos masas de aire (el aire caliente y aire frío), llamado superficie frontal, es un área con mucha frecuencia meteorológicamente activa, a la que están asociadas nubes y precipitaciones. La elevación del aire caliente por encima del frente de aire frío no se debe a la diferencia de densidad de las masas de aire presente, sino al empuje de las capas inferiores (convergencia o cizalladura del viento por ejemplo), y/o interacciones con elementos de gran altura cercanos a la tropopausa.